# Lanajoki
Lanajoki är ett vattendrag i Finland. Det ligger i Nokia stad i den södra delen av landet, 160 km nordväst om huvudstaden Helsingfors.